# Les Nouvelles Polyphonies corses
Les Nouvelles Polyphonies corses est un groupe corse, s'intéressant à la musique traditionnelle corse. 
C'est le projet de Patrizia Poli et Patrizia Gattaceca, qui ont été fortement impliquées à partir du milieu des années 1970 par le mouvement du Riacquistu. 
Leur premier album éponyme Les Nouvelles Polyphonies corses (1991) a été arrangé et réalisé par Hector Zazou, avec Manu Dibango au saxophone, Ivo Papasov à la clarinette, Richard Horowitz, Jon Hassell à la trompette, Shaymal Maltra au tabla, djembé, ghatam, John Cale et Ryuichi Sakamoto au piano, avec Zazou s'occupant de l'électronique. Leur collaboration avec des artistes non corses a été une décision fondée sur l'exploration de l'évolution de la notion de polyphonie. Pour Les Nouvelles Polyphonies, il était important de « chanter en polyphonie ce que nous sentons que nous sommes aujourd'hui » (Patrizia Poli). Les improvisations qu'on peut trouver sur l'album fournissent un lien conceptuel avec la musique traditionnelle corse.

## A propos des Nouvelles Polyphonies corses
- Le groupe a été sélectionné pour se produire en live lors de la cérémonie d'ouverture des Jeux olympiques d'hiver de 1992 à Albertville, en France.
- Sa polyphonie Giramondu (interprétée à Albertville) a ensuite été utilisée dans la publicité pour la gamme de téléviseurs Philips Match Line, apparue dans le monde entier[1].
- Le disque a été élu meilleur album de l'année dans la catégorie « musique traditionnelle » de l'édition 1992 des Victoires de la musique.

## Membres
- Patrizia Poli
- Patrizia Gattaceca

### Participations
- Hector Zazou
- Manu Dibango
- Ivo Papasov
- Jon Hassell
- John Cale

## Discographie
- 1991 : Les Nouvelles Polyphonies corses
- 1996 : In Paradisu
- 2000 : Le Meilleur des Nouvelles Polyphonies Corses (compilation)